# آلتنبورگ ۹۳۳۶
سیارک ۹۳۳۶ (به انگلیسی: 9336 Altenburg، نامگذاری:1991AY2) نه هزار و سیصد و سی و ششمین سیارک کشف شده‌است که در ۱۵ ژانویه ۱۹۹۱ کشف شد.
قدر مطلق سیارک برابر ۱۵٫۴۰ است.